# Gató botit australià
El gató botit australià (Cephaloscyllium laticeps) és una espècie de peix de la família dels esciliorrínids i de l'ordre dels carcariniformes.

## Morfologia
- Els mascles poden assolir 150 cm de longitud total.[1][2]

## Reproducció
És ovípar.

## Hàbitat
És un peix marí de clima temperat que viu fins als 220 m de fondària.

## Distribució geogràfica
Es troba al sud d'Austràlia (des d'Austràlia Occidental fins a Nova Gal·les del Sud).